# ژازیرا ژاپارکول
ژازیرا ژاپارکول (به زبان قزاقی: Жазира Жаппарқұл، متولد ۲۲ دسامبر ۱۹۹۳) وزنه‌بردار قزاقستانی است و در وزن کمتر از ۶۹ کیلوگرم شرکت کرده است. وی در حرکت یکضرب ۱۱۸ کیلوگرم و در حرکت دوضرب ۱۴۴کیلوگرم را بالای سر برد و مدال نقره با مجموع ۲۶۲ کیلوگرم بدست آورد.
ژاپارکول رقابت در بازی‌های المپیک تابستانی ۲۰۱۶ در ریو دو ژانیرو موفق به کسب مدال نقره شد.